# Was der Himmel erlaubt

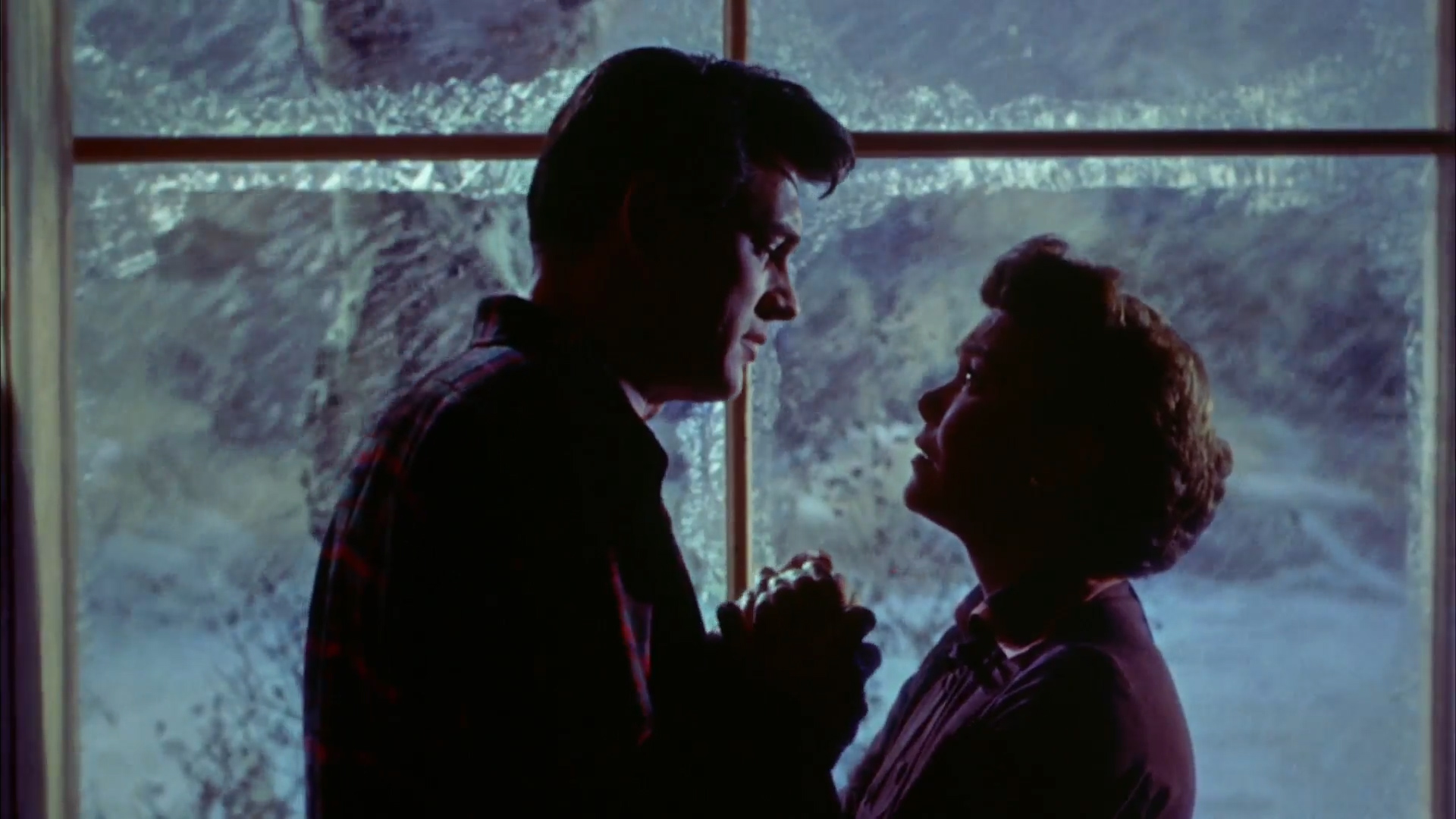
Jane Wyman und Rock Hudson im Trailer des Films

Was der Himmel erlaubt (Originaltitel: All That Heaven Allows) ist ein US-amerikanisches Melodram von Douglas Sirk aus dem Jahre 1955, in dem Jane Wyman und Rock Hudson die Hauptrollen spielen. Der Film basiert auf dem Roman All That Heaven Allows von Edna und Harry Lee, der 1952 erschienen war.

## Handlung
Cary Scott, eine seit einiger Zeit verwitwete Frau aus der oberen Mittelschicht, mauert sich in ein gesellschaftlich zurückgezogenes Verhalten als Witwe ein. Sie hat Freundinnen, vor allem Sarah Warren, und einen bejahrten Ausgehpartner namens Harvey, aber die Liebe scheint aus ihrem Leben verschwunden. Ihr wichtigster Lebensinhalt sind ihre beiden bereits studierenden Kinder, die altkluge Kay und der konventionelle Ned. Das ändert sich durch Ron Kirby, der die Bäume in Carys Garten pflegt und beschneidet. Er ist wesentlich jünger als sie und gehört als Gärtner und Baumschulenbesitzer nicht ihrer Gesellschaftsklasse an. Rons Freundeskreis ist schlicht, natürlich und naturliebend; dort wird Thoreau gelesen und in herzlicher Freundlichkeit miteinander gefeiert. 
Cary verliebt sich in Ron und er sich in sie. Schon bald macht er ihr einen Heiratsantrag und beginnt, eine alte Mühle auszubauen, die ihm gehört und die Cary sehr gut gefallen hat. Als die gehässige Dorf-Tratschtante Mona Plash die beiden miteinander beobachtet, spricht sich alles herum. Cary versucht nun, Ron in ihr Leben einzubinden, was aber scheitert: Im Country-Club wird über die Mesalliance gelästert, Cary wird abfällig wie ein leichtes Mädchen behandelt; ihre beiden Kinder wollen den neuen Mann an Carys Seite nicht akzeptieren und sagen sich von ihr los. Diesem Druck vermag Cary nicht standzuhalten. Sie teilt Kay und Ned mit, dass sie Ron nicht wiedersehen werde, was diese jedoch als nur selbstverständlich wegstecken.
Dann aber merkt Cary, dass ihre erwachsenen Kinder in Kürze fort sein und ihr eigenes Leben haben werden, dass ihr an der Anerkennung des Country-Clubs nichts liegt und dass sie Ron unverändert liebt. Nachdem sie wegen anhaltender Kopfschmerzen ihren Arzt aufsucht, redet ihr dieser ins Gewissen, weil sie sich vom Leben abwendet. Danach fährt sie zu Rons Haus, der mit einem Freund auf der Jagd war. Doch Cary verlässt der Mut, und sie will mit ihrem Auto wieder wegfahren. In diesem Moment kehrt Ron zurück, will zu ihr – und stürzt dabei einen Abhang hinunter. Als man Cary über Rons Unfall informiert, sucht sie den Bewusstlosen sofort auf. Als Ron die Augen aufschlägt und verwundert fragend ihren Namen sagt, antwortet sie ihm, dass sie nun für immer nach Hause gekommen sei.

## Wirkung und Bedeutung
Was der Himmel erlaubt rechnet gnadenlos mit der Gesellschaft der 1950er Jahre in Amerika ab, indem er sie als klatschsüchtig, arrogant, materialistisch und gehässig beschreibt. Als Gegenbild wird ihr der naturliebende Freundeskreis von Ron gegenübergestellt, in dem Walden von Thoreau gelesen wird. Der Film erhielt seinerzeit keinerlei Auszeichnungen, ist aber wegen seiner in betörend schönen Bildern eingefangenen subversiven Botschaft ein Musterbeispiel für Douglas Sirks Meisterschaft, ungeachtet des seinerzeit bei Studioproduktionen bestehenden Anpassungsdrucks dennoch zum Kern der Dinge vorzudringen und diesen durch ironische Brechungen noch zu verstärken – wie unter anderem beim Happy End, wo in der letzten Einstellung ein Damhirsch durch ein schneebeschlagenes Fenster hereinschaut.
Auffallend ist etwa Sirks Platzierung von Spiegeln im Film, mit denen er die Oberfläche bricht und andeutet, wie stark die Figuren gesellschaftlich unter Beobachtung stehen. Auch Gitterfenster kommen in vielen Szenen als Ausdruck der gesellschaftlichen Enge von Was der Himmel erlaubt zum Einsatz, wobei Cary meist innerhalb der Gitterfenster „gefangen wirkt“, während Ron sich locker durch diese bewegt. Ebenfalls kunstvoll sind der Einsatz von Licht und Schatten, um Stimmungen auszudrücken, sowie der auffällige Farbeinsatz, durch den die Künstlichkeit des Films betont wird. Die Technicolor-Farben zeigen die Außenwelt in grellen, lebhaften Farben, im Gegensatz zu den meist in unauffälligen Brauntönen gehaltenen Szenen der Innenwelt. Als Cary und ihre Tochter in einer Szene verzweifelt über die Lästereien in der Kleinstadt weinend auf einem Bett liegen, werden durch das Fenster bunte Technicolor-Farbtöne auf die beiden gestrahlt, um ihre psychische Unruhe auszudrücken. Auch viele Symbole werden in den Film hineingebracht, etwa die reparierte und anschließend wieder zerbrochene Teekanne von Ron sowie der in den 1950er-Jahren in den USA bei der breiten Bevölkerung aufkommende Fernseher. Als sie sich von Ron trennt und ihre Kinder ihr den Fernseher zu Weihnachten schenken, deutet das die Gefahr an, dass sie fortan in ihrem Leben als einsame Hausfrau gefangen ist und das Leben passiv durch den Fernseher an ihr vorbei zieht.
Die Filmmusik von Frank Skinner ist auffallend gestaltet und unterstreicht an vielen Stellen die Gefühle der Protagonisten. Die von Franz Liszt komponierte „dritte Tröstung“ (Consolation No. 3) in Des tritt als wiederkehrendes Motiv in Skinners Filmmusik auf. Ebenfalls übernimmt Skinner an einigen Stellen die Komposition „Warum?“ aus Robert Schumanns Fantasiestücken op. 12 sowie Elemente aus dem Finale von Johannes Brahms’ 1. Sinfonie.

## Produktionshintergrund
Ein Jahr zuvor hatte Douglas Sirk den Film Die wunderbare Macht (1954) gedreht, ebenfalls mit Jane Wyman und Rock Hudson in den Hauptrollen besetzt. Nachdem Universal Pictures mit Die wunderbare Macht einen großen Erfolg an den Kinokassen gefeiert hatte, wurden die beiden Schauspieler erneut unter Sirks Regie gepaart. Dabei erhielt Sirk von Universal – in der Hoffnung, dass er den Kinoerfolg von Die wunderbare Macht nochmals wiederholen sollte – ein hohes Budget und weitgehende künstlerische Freiheiten in der Umsetzung, was bei den meisten seiner vorherigen Hollywood-Filme nicht der Fall war. Das erlaubte ihm, den Film verstärkt nach seinen Ideen zu gestalten. Mit einer Sache kam Sirk jedoch nicht durch: Er wollte den Film zunächst damit beenden, dass Ron von der Klippe fällt und es offenlassen, ob er überlebt oder nicht. Das wurde aber von dem Filmstudio als zu düster angesehen und Sirk fügte sich dieser Meinung. 
Das Haus, in dem Cary lebt, stand auf dem Studiogelände von Universal Pictures und wurde von Paramount für den Film gemietet. Es ist dasselbe Haus wie das von Fredric Marchs Familie aus dem Thriller An einem Tag wie jeder andere (1955). Für diesen Film wurden jedoch vorher kosmetische Änderungen am Haus vorgenommen, weil das Publikum dies nicht erkennen sollte.

## Synchronisation
Die deutsche Synchronisation entstand 1956 bei der Berliner Synchron mit einem Dialogbuch von Fritz A. Koeniger und unter Dialogregie von Klaus von Wahl.
| Rolle          | Schauspieler     | Dt. Synchronstimme    |
| -------------- | ---------------- | --------------------- |
| Cary Scott     | Jane Wyman       | Marianne Kehlau       |
| Ron Kirby      | Rock Hudson      | Gert Günther Hoffmann |
| Sara Warren    | Agnes Moorehead  | Ursula Krieg          |
| Harvey         | Conrad Nagel     | Paul Wagner           |
| Kay Scott      | Gloria Talbott   | Marianne Prenzel      |
| Ned Scott      | William Reynolds | Gerd Vespermann       |
| Alida Anderson | Virginia Grey    | Ruth Piepho           |
| Mick Anderson  | Charles Drake    | Horst Niendorf        |
| Dr. Hennesy    | Hayden Rorke     | Alfred Haase          |
| Mona Plash     | Jacqueline deWit | Berta Drews           |
| Howard Hoffer  | Donald Curtis    | Klaus W. Krause       |
| George Warren  | Alex Gerry       | Robert Klupp          |
| Mr. Weeks      | Forrest Lewis    | Erich Poremski        |
| Mrs. Humphrey  | Eleanor Audley   | Agnes Windeck         |
| Tom Allenby    | Tol Avery        | Hans Emons            |
| Opa Adams      | Anthony Jochim   | Carl Heinz Carell     |
| Manuel         | Nestor Paiva     | Eduard Wandrey        |

## Rezeption
Was der Himmel erlaubt war an den Kinokassen ein Erfolg, bei den amerikanischen Kritikern der 1950er-Jahre aber wenig angesehen (wie die meisten Filme von Sirk). Er galt als ein weiterer gewöhnlicher, beinahe trashiger „Frauenfilm“. So schrieb Bosley Crowther in der New York Times: „Solide und sensible Dramatik musste artig Platz machen für auffallend emotionales Bulldozern und eine Pflasterung einfacher Klischees.“ Jane Wyman sei dafür nicht verantwortlich, denn was könne „eine vernünftige Schauspielerin ausrichten, wenn Regisseur Sirk sie in üppig herbstlichen Farben badet und alles auf Klavier und Violinen anschlägt?“
Inzwischen hat sich die Wahrnehmung von Sirks Werk allgemein gedreht und Was der Himmel erlaubt erhält zumeist sehr positive Kritiken. Seit den 1970er Jahren gehört der Film zusammen mit anderen Melodramen Sirks zu den großen Vorbildern von Regisseuren wie Rainer Werner Fassbinder (Angst essen Seele auf), Pedro Almodóvar, Quentin Tarantino und Todd Haynes (Dem Himmel so fern).
Dave Kehr beschrieb den Film als „Meisterwerk“, es sei ein „tief bewegendes, tief mitfühlendes Porträt einer Frau, gefangen durch Moral und Sozialkodexe“. Durch seine Mise en Scène, wie den Objekten und Oberflächen im Film, würde Sirk seine Handlung fast ausschließlich verdeutlichen. Er sei einer der wenigen Filmemacher, die darauf bestehen würden, das „Bild zu lesen.“ Cinema schrieb: „Getarnt als ‘Frauenfilm’ in glühendem Technicolor, rechnet Regisseur Douglas Sirk, geboren in Hamburg als Detlef Sierck, mit der emotional verarmten bürgerlichen US-Gesellschaft der 1950er-Jahre ab. Fazit: Rigorose Attacke auf spießige Kleingeister“. Das Lexikon des internationalen Films schrieb: „Eine lebensferne, sentimentale Kinogeschichte in gepflegter Inszenierung. Die Sozialmelodramen der 1950er Jahre des Fassbinder-Vorbildes Douglas Sirk (= Detlef Sierck) sind inzwischen als Standardwerke eines spezifischen Gefühlskinos anerkannt.“
Frieda Grafe schreibt über den Farbgebrauch bei diesem Film: „All That Heaven Allows ist ein Film über den guten Geschmack und dessen Zusammenhang mit den gesellschaftlichen Konventionen.“ Die Farbe sei somit nicht bloß Zusatz oder Schmuck, sondern zugleich in das Sujet seiner Filme integriert. Die Farbe bilde „die Realität dieses Films, die, im Unterschied zur Farbe in der Malerei, im Erzählfilm nie ohne den direkten Bezug zur Welt auskommt. Er zeigt Farbe in ihrem sozialen Gebrauch“.

## Auszeichnungen
- 1995: Aufnahme in das National Film Registry als „geschichtlich, kulturell oder ästhetisch signifikant“